# 원내감염
원내감염(院內感染, 영어: hospital-acquired infection (HAI), nosocomial infection) 또는 병원감염(病院感染)은 병원 등의 의료기관에서 세균이나 바이러스 등의 병원체에 감염되는 것을 말한다.

## 개요
병원은 질병 치료의 장소인 동시에 다양한 병원체 (에 감염된 환자)들이 서식한 곳으로 감염이 발생하기 쉬운 장소라고도 할 수 있다. 또한 다른 질환과 면역 억제제 투여 등에 의해 감염에 대한 저항력 (면역)이 저하된 사람도 많이 존재하고, 주사나 수술 등의 의료 행위는 체내에 병원균이 침입할 위험이 따른다. 이러한 점에서 일반 시중 환경에 비해 병원 내 감염과 전염병의 집단 발생의 위험이 높다.

## 같이 보기
- 지역사회 감염(community-acquired infection, community-associated infection)
- 감염병
- 슈퍼전파자(수퍼스프레더)
- 포괄간호서비스제도(comprehensive nPIR)
- 중동호흡기증후군(MERS)
  - 2015년 대한민국 중동호흡기증후군 유행
- 중증급성호흡기증후군(SARS)
- 에볼라 출혈열(EVD)
- 폐렴
  - 마이코플라즈마 폐렴
- 대한민국 보건복지부
  - 질병관리본부(KCDC)
- 임계전이(臨界轉移, Critical Transition)
- 계산역학(計算疫學, en:Computational epidemiology)